# Walter Lichtenberger (Politiker)
Walter Lichtenberger (* 31. März 1906 in Idar; † 28. August 2000 in Idar-Oberstein) war ein deutscher Jurist und Politiker (CDU).

## Leben und Beruf
Nach dem Abitur studierte Lichtenberger Rechtswissenschaften in Tübingen, München und Bonn. Er bestand 1928 das erste juristische Staatsexamen und absolvierte anschließend das Referendariat bei Gerichten, Verwaltungsbehörden und einem Rechtsanwalt. Nach dem zweiten juristischen Staatsexamen und der Promotion zum Dr. jur. arbeitete er von 1932 bis 1940 als Rechtsanwalt in Idar-Oberstein. 1945 nahm er seine Anwaltstätigkeit wieder auf, seit 1949 auch als Notar.

## Partei
Nach 1945 trat Lichtenberger in die Christlich Demokratische Partei (CDP) ein, aus der später der Landesverband der CDU Rheinland-Pfalz hervorging.

## Abgeordneter
Lichtenberger war 1946/47 zunächst Mitglied der Beratenden Landesversammlung und von 1947 bis 1955 dann Mitglied des Rheinland-Pfälzischen Landtages. Hier war er von 1947 bis 1951 Vorsitzender des Rechts- und Geschäftsordnungsausschusses.
| Personendaten    | Personendaten                             |
| ---------------- | ----------------------------------------- |
| NAME             | Lichtenberger, Walter                     |
| KURZBESCHREIBUNG | deutscher Jurist und Politiker (CDU), MdL |
| GEBURTSDATUM     | 31. März 1906                             |
| GEBURTSORT       | Idar                                      |
| STERBEDATUM      | 28. August 2000                           |
| STERBEORT        | Idar-Oberstein                            |